# Lower-Goulburn-Nationalpark
Der Lower-Goulburn-Nationalpark ist ein Nationalpark im Norden des australischen Bundesstaates Victoria, 185 km nördlich von Melbourne.
Der Park verläuft entlang des Goulburn River von Shepparton bis zu seiner Mündung in den Murray River bei Echuca. Die Vegetation besteht aus Auwald direkt am Fluss und Eukalyptuswäldern, insbesondere mit den Species River Red Gum, Yellow Box und Grey Box, in den vom Fluss weiter entfernten Geländen. Der Park stellt für die Wildtiere eine wichtige Verbindung zwischen dem Bergland der Great Dividing Range und dem Murray River dar.
Der Park enthält auch über 100 archäologische Fundstätten des früher dort lebenden Aboriginesstammes der Yorta Yorta.